# Anne Carson
Anne Carson (ur. 21 czerwca 1950 w Toronto) – kanadyjska poetka modernistyczna. 
Absolwentka filologii klasycznej. Wykładała na McGill University oraz University of Michigan.
Fakt otrzymania przez nią Griffin Poetry Prize oraz nagrody T. S. Eliot Award (pierwsza kobieta odznaczona tym wyróżnieniem) oburzył recenzentów, jednak popularność poetki jest od nich niezależna, co potwierdza chociażby fakt wykorzystania cytatu z jej poezji w serialu telewizyjnym Słowo na L. 
W 2025 roku, podczas wizyty w Polsce, odznaczona Międzynarodową Nagrodą Literacką im. Zbigniewa Herberta. 

## Twórczość
W swojej prozie, poezji i pracy naukowej zaciera granice pomiędzy starożytnością a współczesnością, modernizmem i postmodernizmem, Kanadyjczykami i Amerykanami. Tajemnice, ich dowolne ukrywanie i ujawnianie się, stanowią centralny motyw jej twórczości. Porusza kwestię seksualności innych pisarzy.
Na okładce Glass, Irony and God (1995), który potwierdził pozycję Carson wśród grona najlepszych poetów, zamiast zdjęcia autorki widnieje namaloway przez nią wulkan. Wulkan powraca także w kulminacyjnym momencie Autobiography of Red (1998), powieści wierszem, stanowiącej adaptację kilku greckich utworów, która nieoczekiwanie okazała się międzynarodowym sukcesem. Wulkan, nad którymi lata Gerion, czerwonoskrzydły potwór z mitologii greckiej, który w Autobiography of Red symbolizuje współczesnego geja, zyskuje wymiar geograficzny i literacki. Ta kompilacja rozpoczyna się epigrafem, zaczerpniętym z wiersza Emily Dickinson The Only Secret People Keep. 
Sekret sukcesu Carson polega na jawnym, chociaż enigmatycznym, przywłaszczaniu sobie dzieł innych literackich znakomitości. Samuel Beckett, Gertrude Stein, Emily Brontë, Virginia Woolf, Safona i Katullus – wszyscy oni przewijają się w jej twórczości: pełnią rolę klamry, jak określiła to autorka w Autobiography of Red.

### Ważne dzieła
Poezje
- Glass, Irony and God (1995)
- Autobiography of Red (1998), wyd. pol. Autobiografia czerwonego (2022)[4]
- Men in the Off Hours (2000)
- The Beauty of the Husband (2001), wyd. pol. Piękno męża (2022)[5]

Literatura faktu
- Eros the Bittersweet (1986), wyd. pol. Słodko-gorzki eros (2020)[6]

Antologie
- Decreation (2005)

Tłumaczenia
- Grief Lessons (2007)